# Nelson Oduber
Nelson Orlando Oduber (Aruba, 7 februari 1947) is een Arubaans politicus. Hij is voormalig premier van Aruba.
Na het behalen zijn MULO-opleiding op Aruba in 1965, studeerde Oduber in Nederland en behaalde hij de diploma’s gemeenteadministratie en M.O. Staatsinrichting. Bij terugkeer op Aruba in 1972 trad hij in overheidsdienst bij de afdeling juridische zaken. In zijn jonge jaren was hij meermalen Arubaans atletiekkampioen op de 100 en 200 meter.
Oduber werd in 1975 lid van de Movimiento Electoral di Pueblo (de MEP, Electorale Volksbeweging of Partij van het Volk). Hij deed als kandidaat mee aan alle verkiezingen, vanaf 1989 als lijsttrekker. Van 1975 tot 1985 was hij gedeputeerde van het eilandgebied Aruba en werd in de laatste jaren in deze functie belast met de staatkundige structuur. Hij werd in 1986 partijleider en in 1989 werd hij premier van Aruba nadat zijn partij de verkiezingen had gewonnen. Op 13 juli 1990 tekende hij voor afschaffing van de onafhankelijkheid van Aruba per 1 januari 1996 nadat hij overeenstemming had bereikt met Ernst Hirsch Ballin, minister van Nederlands-Antilliaanse en Arubaanse zaken. In 1994 kwam de desbetreffende bepaling in het Statuut voor het Koninkrijk der Nederlanden (artikel 62) te vervallen. Zijn eerste ambtstermijn duurde tot 1993, gevolgd door een tweede termijn tot 1994. Het kabinet Oduber II kwam echter ten val en de MEP verloor de verkiezingen.
Op 30 oktober 2001 won Oduber met de MEP de verkiezingen weer en begon hij aan een derde ambtstermijn. Op 23 september 2005 wist de MEP bij parlementsverkiezingen de meerderheid te behouden en begon Oduber aan een vierde termijn.
Onder de regeringen-Oduber is Aruba uitgegroeid tot een populair toeristenoord dat economisch niet volledig afhankelijk is van Nederland. Ook hebben zijn regeringen verschillende belangrijke betrekkingen aangeknoopt binnen de regio en buiten het Koninkrijk der Nederlanden.
Internationaal is Oduber waarschijnlijk het meest bekend omdat hij premier was tijdens de zaak-Holloway.
In 1995 werd hij benoemd tot Ridder in de Orde van de Nederlandse Leeuw.
Henny Eman · 
Nelson Oduber · 
Mike Eman · 
Evelyn Wever-Croes ·